# Marlene Catzín Cih
Reyna Marlene de los Ángeles Catzín Cih (1954-Mérida, Yucatán; 9 de julio de 2020) fue una política mexicana, miembro del Partido Revolucionario Institucional que se desempeñó como presidente municipal de Maxcanú en tres ocasiones.

## Carrera política
Sirvió como presidente municipal de Maxcanú por primera vez entre 1994 y 1995, y de nueva cuenta entre 2010 y 2012. En las elecciones municipales de 2018 superó a su hermano Ariel Catzín, contendiente del Partido Acción Nacional.
Comenzó la tercera presidencia el 1 de septiembre de 2018, en la que realizó la inauguración del Centro Municipal de Atención a la Violencia Contra las Mujeres, junto al gobernador de Yucatán Mauricio Vila Dosal y a la titular de Semujeres, María Herrera Páramo. Además participó en la ceremonia de inauguración de la construcción del Tren maya, junto al Presidente de la República, Andrés Manuel López Obrador.

### Fallecimiento
Fue internada en el Hospital Regional de Alta Especialidad en Mérida por COVID-19, en el que falleció el 9 de julio de 2020. El gobernador Mauricio Vila Dosal, INPI, el  Fonatur, Tren Maya sus homólogos presidentes municipales, y amigos de la política expresaron sus condolencias.
Tras su muerte, la secretaria  municipal Gladis Adriana Cih Vitorin asumió el como de presidente sustituta para concluir la administración 2018-2021.

## Vida personal
Estuvo casada con Camilo Delelys May Cauich, quien fue presidente municipal de Maxcanú en tres ocasiones. Tuvieron un hijo llamado Camilo May Catzín.